# تپه قلات عین‌الروم
تپه قلات عین الروم مربوط به هزاره دوم و اول قبل از میلاد است و در شهرستان اشنویه، بخش مرکزی، دهستان دشت بیل، روستای عین الروم واقع شده و این اثر در تاریخ ۲۸ شهریور ۱۳۸۶ با شمارهٔ ثبت ۱۹۶۲۵ به‌عنوان یکی از آثار ملی ایران به ثبت رسیده است.